# Maytenus esquirolii
Maytenus esquirolii là một loài thực vật có hoa trong họ Dây gối. Loài này được (H. Lév.) C.Y. Cheng mô tả khoa học đầu tiên năm 1999.